# Haka the Legend

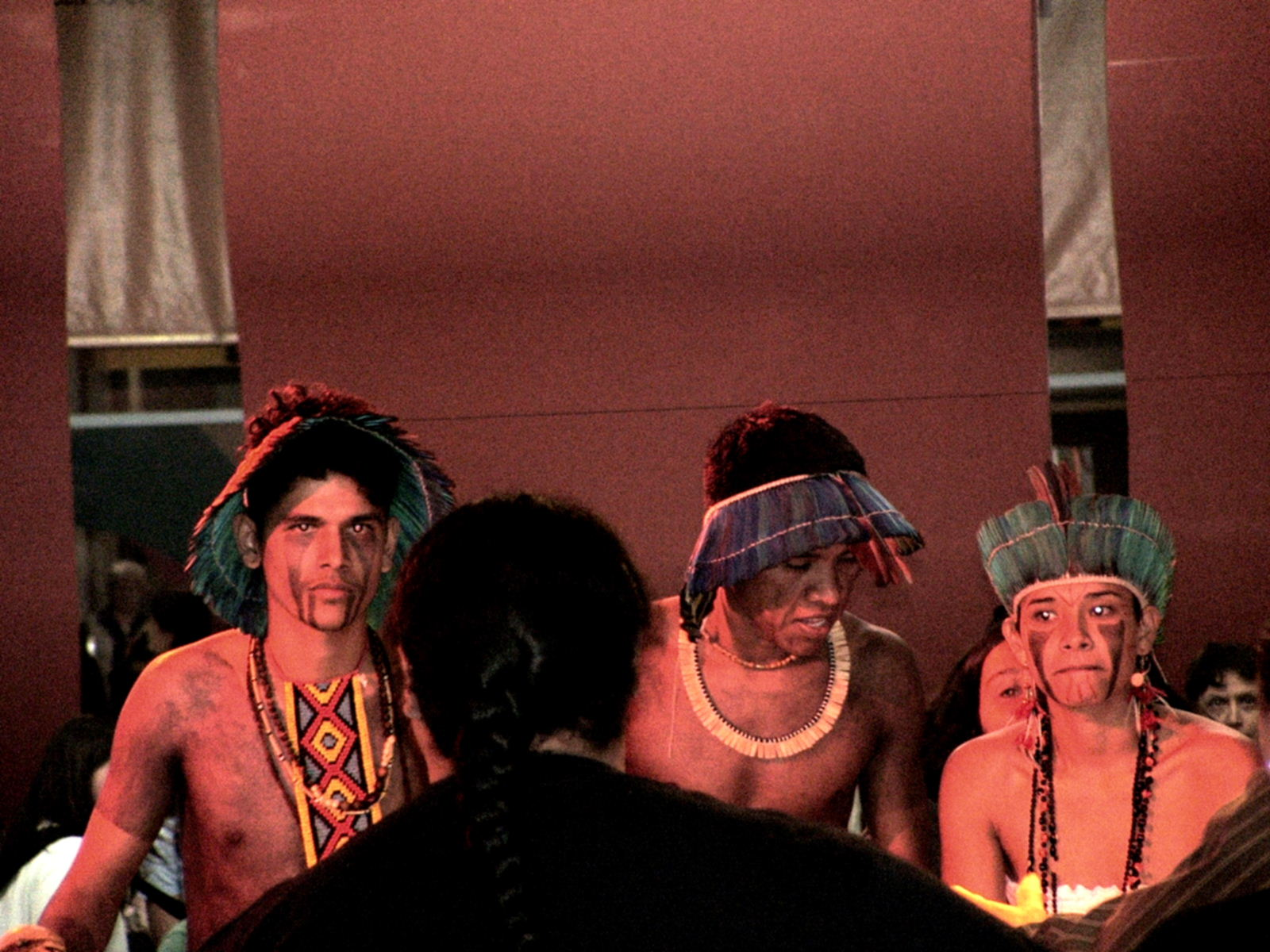
Gli Haka The Legend alla Fiera del libro 2006

Haka the Legend (dalla parola haka, danza) è un gruppo tradizionale neozelandese che esegue canti e riti tipici della cultura Maori.
Hanno sede a Auckland ed eseguono un repertorio di canti e danze tradizionali, compresa la danza di guerra resa famosa dalla squadra nazionale neozelandese di rugby degli All Blacks.